# 皴法
皴法（しゅんぽう、現代中国語読み: cūn fǎ、ツゥンファ）は、中国の絵画の技法の一つで、山水画における岩や山の峰の表現などに使われる。

## 概説
「皴」とは、「しわ」のことで、輪郭線で示された岩や山の峰などの画中の物体の表面にしわのような線を引き、その物体の立体感を表そうとしたものである。披麻皴（麻皮皴）、牛毛皴（解策皴）、雨点皴、米点皴、雲頭皴、斧劈皴、折帯皴などの種類がある。

## 各皴法について
- 披麻皴（麻皮皴） 山の稜線に平行にやわらかい線質で緩やかな曲線を引く皴法である。基本的に丸い形の山の描写に用いられる。麻糸をほぐしたような線なので披麻皴といわれるが、麻の皮のような皴であることから麻皮皴ともいわれる。董源、巨然などが用いた。
- 牛毛皴（解策皴）　披麻皴に近く、牛の毛のようにからみあう線をもつ皴法である。なわ（索）をほど（解）いたような印象を与えることから解策皴とも呼ばれる。奇怪な表現となる。王蒙などが用いた。
- 雨点皴  雨粒のように小さな墨点を打って表現する皴法である。
- 米点皴　雨点皴と同じく墨点を打って表現する皴法であるが、特に横に広がる楕円形に近い形で、雨点皴より大きめの点を打つ。湿潤な気候を表現する。米芾と米友仁の親子が用いたので、この名をもつ。
- 雲頭皴　雲が湧き上がっていくような皴法。崇高な感覚を表現する。郭煕などが用いた。
- 斧劈皴　斧で切断したような皴法。鋭い岩塊の表現に使われる。李唐、浙派などが用いた。
- 折帯皴　平行する面で切り落としたような岩の面を重ねるように見せる皴法である。折りたたんだリボンのようであるのでこの名をもつ。高潔な表現となる。倪瓚などが用いた。